# Paulino Lucero
Paulino Lucero (der vollständige Titel lautet: Paulino Lucero. Martín Sagayo recibiendo en el palenque de su casa a su amigo Paulino Lucero oder auf Deutsch in etwa: Paulino Lucero. Martín Sagayo empfängt seinen Freund Paulino Lucero am Pfosten [zum Anbinden von Pferden] seines Hauses) ist ein von Hilario Ascasubi abgefasstes, gegen Juan Manuel de Rosas und für die Politik Justo José de Urquiza agitierendes gaucheskes Gespräch in 734 Versen. Die erste Fassung wurde 1846 in Montevideo veröffentlicht. 1851 erschien eine korrigierte und erweiterte Fassung. Die letzte Fassung erschien 1872 in Paris.

## Inhalt
Der Inhalt bezieht sich auf die dritte und letzte zu Lebzeiten Hilario Ascasubis im Band Paulino Lucero o los gauchos del Río de la Plata cantando y combatiendo contra los tiranos de la República Argentina y Oriental del Uruguay (1839 a 1851) veröffentlichte Fassung von 1872.

### Einleitung
In der Einleitung zur Pariser Ausgabe erklärt Hilario Ascasubi, dass es sich bei Paulino Lucero um einen Gaucho der Provinz Corrientes und einen erbitterten Gegner Rosas' handelt, der dem General Lavalle immer treu zur Seite gestanden habe. Dieser sei unter anderem einer der Helden gewesen, die den Leichnam Lavalles vor dem Zugriff Manuel Oribes bewahrt hätten, welcher diesen habe schänden wollen. Paulino Lucero und seine Kameraden hätten dafür gesorgt, dass Lavalle eine würdige Bestattung zuteilgeworden sei. Nach der Beerdigung auf argentinischem Boden seien Paulino Lucero und die übrigen Helden in die Nachbarländer geflüchtet, Paulino Lucero nach Cuaró. Dort habe er in der Hoffnung gelebt, dass eines Tages der Tag der Freiheit für sein Vaterland kommen werde. Und so sei es dazu gekommen, dass der General Urquiza sich gegen die in Argentinien herrschenden Tyrannen aufgelehnt habe und Paulino Lucero sich nach Entre Ríos begeben habe, um in dessen Dienst zu treten. Dies seien die Umstände, in denen er seinem alten Freund Martín Sayago begegne. Es folgt eine kurze editorische Notiz.

### Vers 1–95
Wie in der gauchesken Dichtung üblich, beginnt das Gespräch zwischen Martín Sayago und Paulino Lucero mit einer umständlichen Begrüßung. Lucero ist wie zufällig zu seinem Freund Martín geritten. Bereits in der Begrüßungsszene ist von den zeitgenössischen politischen Wirren die Rede. Der Grund für Luceros Besuch bestehe darin, dass der General Urquiza zum Kampf gegen Rosas aufgerufen habe, Lucero diesem Aufruf gefolgt und von seinem Exil in Cuaró in Richtung Gualeguaychú bzw. des Uruguay-Flusses geritten sei. Martín befand sich folglich auf dem Weg. Lucero und Martín kennen sich offensichtlich sehr gut, da sich Lucero nach dem Befinden seiner Frau fragt, die er offensichtlich auf der Flucht vor Rosas' Schergen in Argentinien zurückgelassen hat. Der Frau, so Martín gehe es gut. Sie frage immer wieder nach Lucero.
Nach dieser kurzen Einführung in den historischen Rahmen des Gesprächs wird die Begrüßungszeremonie fortgesetzt. Lucero steigt auf Geheiß Martíns von seinem Pferd ab, nimmt seinem Pferd das Pferdegeschirr ab und setzt sich schließlich zu Martín. Da Martín am Anfang des Gesprächs behauptet hatte, er hätte ihn bereits von Weitem, d. h. auf einem Hügel in der Nähe erkannt, bekundet Lucero nun sein Erstaunen darüber, dass Martín ihn nach all den Jahren wiedererkannt habe. Dies wiederum ist für Martín Anlass seinem Freund zu schmeicheln und die besonderen Qualitäten Luceros als Gaucho und Soldat hervorzuheben.
Lucero setzt daraufhin die Schilderung der Vorgeschichte fort. In seiner Exilzeit habe er halb Amerika durchritten und sei auf diese Weise ein gebildeter Mann geworden, denn er sei nun über das Geschehen auf weiten Teilen der Region unterrichtet. Sieben Jahre sei er unterwegs gewesen und in diesen sieben Jahren – so sagt er erneut in Anspielung auf sein Erstaunen darüber, dass Martín ihn von Weitem erkannt habe – sei sein Gesicht faltig geworden.
Martin setzt seine Schmeicheleien fort: er hätte Lucero selbst im größten Menschengewühl wiedererkannt. Dies wiederum ist ein Stichwort, um auf seine Vergangenheit zu Sprechen zu kommen. Auch er habe an den Kriegswirren teilgenommen, mit Säbel und Gewehr gekämpft, Not und Hunger gelitten. Er könne Lucero allerdings ermuntern, denn sowohl in Uruguay als auch in Argentinien nähmen die Kämpfe allmählich ein Ende, denn Rosas werde sich den Provinzen Entre Ríos und Corrientes beugen und ein föderales Argentinien gründen.

### Vers 96–180
Lucero teilt bezüglich Rosas' keineswegs Martíns Zuversicht. Auch habe er nicht, wie Martín, ursprünglich auf Seiten Rosas' gekämpft und sich schließlich enttäuscht von diesem abgewandt. Martín entgegnet seinem Freund, dass er (ähnlich dem Zwangsrekrutierten Pancho Lugares in Luis Pérez' gleichnamiger Verserzählung) Rosas aus Zwang gefolgt sei. Lucero ist dennoch der Meinung seinen Freund Martín von der Schlechtigkeit Rosas' überzeugen zu müssen.
Im weiteren Verlauf des Gesprächs werden weitere Details von Martíns Vergangenheit preisgegeben. Lucero habe Martíns Haus an der Stelle gesucht, an der sich dessen Haus befunden habe, jedoch nur Trümmer vorgefunden. Martín habe er gefunden, als er sich nach seinem neuen Aufenthaltsort erkundigt habe. Martín seinerseits behauptet, er sei während der Kriegswirren unter anderem von Ort zu Ort gezogen. Immer wieder habe man sein Haus in Flammen gesetzt. Schließlich habe er sich am Ufer des Clé (nahe Gualeguays im Süden der Provinz Entre Ríos) niedergelassen. Nun lebe er unter dem Schutz Urquizas (der seine Bürger bzw. Untertanen auch finanziell unterstützte) in relativer Ruhe.

### Vers 181–272
Nachdem beide Gauchos in den vorigen Versen Freundlichkeiten ausgetauscht und die Leser über ihre Vorgeschichte aufgeklärt haben, gehen sie nun dazu über, die gegenwärtigen politischen und gesellschaftlichen Verhältnisse zu kommentieren. Die Kommentare bestehen im Wesentlichen aus dem Vergleich der beiden Herrscher Rosas und Urquiza, wobei Rosas getadelt, Urquiza gelobt wird. Dementsprechend fordert Lucero manifestartig, dass die Provinz (Entre Ríos, wohl stellvertretend für alle anderen argentinischen Provinzen) stabil bleiben müsse, damit sie prosperieren könne. Abgesehen davon habe Gott der Provinz einen fruchtbaren Boden und wasserreiche Flüsse gegeben. Dies sei der Grund für das hervorragende Weideland, die vorzüglichen Ackerfelder, die Häfen, Haciendas, den Verkehr und die prosperierende Produktion.
Rosas, hingegen verheere durch end- und sinnlose Kriege das Land. Martín wirft Rosas zudem vor, eine Terrorherrschaft begründet zu haben, korrupt und geizig zu sein.
Lucero werde sehen, dass Urquiza jeden ehrbaren Mann beschütze, egal, ob dieser nun aus Buenos Aires oder aus Europa komme. Urquiza verfolge keine Meinungen, sondern nur Kriminelle. Lucero werde auch sehen, welche Fortschritte die Provinz gemacht habe. Der Fortschritt sei gleichmäßig. Überall würden Gebäude entstehen. Auf dem Land gebe es vom Staat bezahlte Schulen mit zufriedenen und fähigen Lehrern, die den Kindern lehrten, ihre Rechte zu verteidigen. Von allen wohltätigen Regierungen sei die von Entre Ríos wohl eine der besten.
Erneut erinnert Lucero Martín daran, ihn vollends über Rosas aufklären zu wollen. Martín signalisiert, dass er bereit sei, ihm zuzuhören.

### Vers 273–346
Lucero leitet seine Rede ein, indem er deutlich macht, dass er nicht als nur Bewohner der Provinz Corrientes spricht, sondern als argentinischer Patriot, der keinen Unterschied zwischen porteños, den Bewohnern der Provinz Entre Ríos und weiterer argentinischer Provinzen mache. Er sehe alle Bewohner, von der Provinz Entre Ríos bis Jujuy als seine Landsleute an. Jeder argentinische Landsmann, so behauptet Lucero stolz, dürfe frei über sein armseliges Hab und Gut verfügen, und Fremde (damit sind wohl die Bewohner anderer argentinischer Provinzen gemeint) könnten immerzu an seine Tür klopfen und Einlass finden. Er verachte Menschen, die glaubten, die Nation bestehe nur aus ihnen oder ihrer Familie. Zu dieser Sorte Mensch zählt er Rosas. Rosas verteidige nominell zwar die Sache der Föderalisten, würde aber in Wirklichkeit der eigenen Tasche zuarbeiten. Nach all den Jahren solle Rosas darüber Rechenschaft ablegen, welche Provinz tatsächlich prosperiert und sich selbst bundesstaatlich regiert habe. Dies sei unter Rosas mitnichten der Fall. In der Praxis sei dieser Unitarier gewesen. Er habe Provinz-Gouverneure töten lassen, schwangere Frauen sowie Pfarrer und habe von San José de Flores (heute Teil des Großraums Buenos Aires) aus weitere Gräueltaten begangen bzw. begehen lassen. Luceros Meinung nach liegt das gegenwärtige Elend in der Tatsache begründet, dass die Völker (der Provinzen) nicht geeint seien, sie von einer einzigen Provinz aus regiert würden und durch das Messer der Schergen Rosas' bedroht in Angst leben müssten.
Martín, der Lucero zwischendurch Mate und Schnaps anbietet, gibt zudem zu verstehen, dass die Schilderung seines Freundes einen tiefen Eindruck bei ihm hinterlassen hat und dass er, hätte er Rosas vor sich, mit diesem Einiges anstellen würde.

### Vers 347–394
Lucero deutet an, dass er 1841 nach der Schlacht von Famaillá den Rückzug Lavalles in den Norden Argentiniens erlebt hat. Er habe dort Verheerungen und Gemetzel gesehen. Rosas' Grausamkeit habe etliche Familien zerstört und in Armut gestürzt. Rosas verfolge seine Gegner mit der Verbissenheit eines hungrigen Tigers. Einst vermögende Menschen würden nun in Verbannung leben und kaum über die Runden kommen. Rosas habe das Land ausbluten lassen und verlange nun absurderweise, dass die Menschen in Ruhe zusammenlebten.
Immer noch mit der Absicht, seinen Freund Martín vollends von der Schlechtigkeit Rosas' zu überzeugen, fragt Lucero diesen, ob er Rosas nicht auch unendlich hassen würde, wäre es ihm ähnlich ergangen. Martín pflichtet ihm bei, das er Rosas, wenn nötig, bis ans Ende der Welt verfolgt hätte. Er werde sich für einen geplanten Feldzug gegen Rosas melden, um diesen höchstpersönlich in seinem Haus in Palermo, heute ein Stadtteil von Buenos Aires, einen Säbelhieb zu verpassen. Da Rosas ein so unruhiger, aufrührerischer Mensch sei, sei es nötig, diesen zu bändigen wie einen Tollwütigen und zu hetzen wie ein Ñandú.

### Vers 395–443
Nach einem weiteren Austausch von Komplimenten, einigen Schlücken Schnaps und Mate, sowie der Klarstellung, dass man nicht mit der sogenannten Gaucho-Föderation, d. h. dem Bündnis Rosas' und Oribes sympathisiere, sondern mit der 1831 zwischen den Provinzen Buenos Aires, Santa Fe und Entre Ríos beschlossenen Föderation, gehen die beiden Gesprächspartner dazu über, den bevorstehenden Feldzug Urquizas gegen Rosas mit Gitarre und Gesang zu feiern. Martín fällt bei der Gelegenheit allerdings ein, dass Juana Rosa, seine Frau, sich auf dem Weg zum Bach einen Fuß verknackst habe. Sie versuche derzeit, ihren Fuß wieder einrenken zu lassen. Er versichert gegenüber Lucero, dass sie am Abend, so gut es ginge tanzen werde, während Lucero die Gitarre auf die Gesundheit des Föderalisten Urquizas anstimme.

### Vers 444–543
Dem pflichtet Lucero bei. Er sei einst (als Unitarier) zwar Urquizas Feind gewesen, doch, da Urquiza die Argentinier nun dazu auffordere, einander die Hände zu reichen, habe er seine Meinung geändert. Alle Amerikaner würden dessen Politik zu schätzen wissen. Lucero wolle nun sein Leben für die Sache Urquizas einsetzen und mithelfen die (argentinische) Nation zu organisieren, und mit dem Tyrannen Rosas die ausstehenden Rechnungen zu begleichen.
Rosas sei zudem wegen der hohen Zölle und Beschränkungen für die Rückständigkeit von Entre Ríos verantwortlich. Lucero bezieht sich hier auf die protektionistische Politik Rosas'. Dieser hatte die Flüsse Argentiniens für die Befahrung durch nichtargentinische Schiffe gesperrt. Nach Rosas Sturz wurde die Schifffahrt wieder für alle Schiffe freigegeben. Die Schiffe, so Lucero, hätten, wenn überhaupt, lediglich bis nach San Nicolás de los Arroyos fahren und dort anlegen können und seien dort geschröpft worden. Heute sei alles anders. Die Hafenstädte seien voll mit Schiffen, man sehe überall unterschiedliche Flaggen, wohlhabende Menschen. Jeder werde, so Gott es wolle, reich. Früher seien die Menschen vor Armut in Lumpen herumgelaufen.
Viele anständige Leute würden nun von Europa Waren bringen. Die Europäer würden in den verlassenen Weiten Siedlungen gründen – eine Anspielung auf die von Urquiza geförderte europäische Einwanderung. Man solle Leute, die eine fremde Sprache sprächen nicht verjagen, denn sie würden das Land besiedeln. Die einheimische Bevölkerung könne sehr viel von den Europäern lernen. Daher sei die Behauptung, dass die Europäer den Argentiniern nichts brächten, absurd. Einige würden behaupten, die Einwanderer würden die Einheimischen ausnutzen. Lucero dementiert dieses Gerücht. Auch Einwanderer könnten lernen, mit dem Lasso umzugehen, um selbst gegrilltes Fleisch essen zu können. In seinem Dorf wohne ein Einwanderer, der des Spanischen nicht mächtig sei. Dieser sei sehr großzügig. Sie würden sich mit ihm vergnügen, und er zeige großes Interesse für den Umgang mit dem Lasso. Abgesehen davon: wenn Lucero ihn dazu auffordere, Rosas mit dem Lasso einzufangen, antworte dieser ihm mit „Yes!“. Martín pflichtet ihm bei, dass auch er einen Einwanderer kenne, der zu allem und jedem „Gui, gui“ (französisch: Oui = deutsch: Ja) sage. Dieser habe in seiner Gegenwart den Dolch gezückt. Als Martín ihn gefragt habe, was das solle, habe der Einwanderer Rosas genannt.

### Vers 544–617
Lucero folgert, dass Rosas überall und von jedem gehasst werde. Von Callao bis Corrientes sei er, Lucero, (infolge der Niederlage Lavalles bei der Schlacht von Famaillá) gereist. In Bolivien hätten sich Menschen bereit erklärt, gegen Rosas zu kämpfen, wenn sie vom Präsidenten José Ballivián dazu aufgefordert würden. In Lima würde der Präsident Ramón Castilla Rosas am liebsten an den Pflock binden und böte jedem Gegner Rosas' Schutz. Von Ramón Castillas Vorgänger, Juan Crisóstomo Torrico, habe er als argentinischer Exilant eine Goldmünze erhalten. Auch in Chile sei er vielen Menschen begegnet, die Rosas hassten. Selbst die chilenische Regierung sei auf der Seite von Rosas' Gegner. Der Correntiner General Virasoro habe Rosas den Krieg erklärt und es sei für Rosas schlimmer in die Hände der Correntiner zu geraten als in die der Mauren bzw. Mohren. Überdies befänden sich Rosas und sein Verbündeter Manuel Oribe angesichts der 22.000 Mann, die auf brasilianischer Seite gegen sie kämpften in arger Bedrängnis. Die Brasilianer würden danach lechzen Rosas den Garaus zu machen (diese Passage kann allerdings auch dahingehend verstanden werden, dass sie, wie die Anhänger Rosas in Bezug auf die Unitarier in La Refalosa danach lechzten, ihm eine Tranche abzuschneiden). Auf der Erde gebe es keinen Menschen mehr, der Rosas nicht verabscheuen würde. Auch in Paraguay, (das sich mit Corrientes verbündet hatte und) das im Vergleich zu Argentinien ein noch junger Staat sei, wisse man schon, dass man den Tod Rosas' wolle.

### Vers 618–706
Nachdem beide die antirosistische Politik des paraguayischen Präsidenten loben, Martíns Frau (vom Gitarrenspiel angezogen) mit einer weiteren Frau herbeikommt, kommen sie auf einen payador, d. h. einen Stegreifsänger namens Sandoval zu sprechen, der in einem der von Rosas angezettelten Kriegen von einer Kugel tödlich getroffen wurde.
Lucero ermahnt Martín belehrend, dass er sicher Zeuge dieses Kriegs gewesen sei (und sich daher wieder einmal von der Schlechtigkeit habe überzeugen können). Dass Entre Ríos (als Mitglied der Föderation) Soldaten nach Uruguay entsandt habe, sei überflüssig gewesen. Fructuoso Rivera sei mit daraufhin seiner Armee gen Entre Ríos gezogen(da Entre Ríos ihn zuvor unter dem Kommando Pascual Echagüe angegriffen hatte). Echagüue sei bis nach Santa Lucía gekommen, dann aber (in der Schlacht von Cagancha am 29. Dezember 1839) in die Flucht geschlagen worden. Dies sei der Grund gewesen, warum sich Rosas vorgenommen habe, Uruguay zu verheeren. Uruguay habe sich ihm gegenüber nichts zu Schulden kommen lassen. Rosas legitimiere seinen Krieg damit, dass er die uruguayische Regierung stürzen wolle.
Lucero führt die in Uruguay stattfindenden Bürgerkriege darauf zurück, dass Rosas seine Hände im Spiel hat. Er wünscht sich, dass die Uruguayer wieder zur Einheit zurückfinden mögen, denn er sei in Uruguay aufgewachsen.

### Vers 707–730
Hier wird erneut deutlich, das es sich beim Gespräch – zumindest teilweise – um eine Payada handelt, d. h. einen gesungenen Dialog in Versen, denn Martín lobt Luceros Gesang. Lucero solle nun ein Tanzlied anstimmen, damit die Frauen im Dorf bis zum Morgengrauen tanzten. Dieser ist allerdings sehr müde und erbittet sich deshalb Schlaf. Martín gibt der Bitte Luceros statt, auch wenn er bedauert, dass seine Frau sich sicher beklagen werde, weil sie sich auf das Vergnügen gefreut habe. Er werde ihn wecken, sobald ein Lamm, das er für ihn hat zubereiten lassen, gegrillt sei. Außerdem werde er eine junge Kuh schlachten.

### Vers 731–734
Martín begibt sich zur Viehherde, während Paulino schließlich ein paar Strophen anstimmt.

### Weitere Informationen
- Der Nachname der Titelperson verweist auf Manuel de Araúchos Diálogo de dos gauchos: Trejo y Lucero (1835)
- Sowohl Rosas und Urquiza befürworteten ein föderales Argentinien. Im Gegensatz zu Urquiza schob Rosas eine nationale Verfassung auf unbestimmte Zeit hinaus, mit der Begründung, dass das föderale Bündnis von 1831 ausreichend sei. Der Verabschiedung oder Dekretierung einer Verfassung müsse eine Zeit der politischen Stabilität vorangehen. Allerdings legitimierte Rosas seine Diktatur (1829–1852) mit der Herstellung von Ordnung und Stabilität im zuvor durch Bürgerkriege geplagten Argentinien bzw. Vereinigten Provinzen des Río de la Plata und nannte sich dementsprechend Restaurador, d. h. Restaurator bzw. Wiederhersteller (von Ordnung und Stabilität).
- Mit der schwangeren Frau und dem Pfarrer, die Rosas laut Lucero habe töten lassen, sind Camila O’Gorman, Tochter einer wohlhabenden Familie und der ebenfalls aus einer wohlhabenden Familie stammende Jesuitenpriester Ladislao Gutiérrez gemeint, mit dem O’Gorman eine Affäre hatte. Beide flohen in die Rosas feindlich gesinnte Provinz Corrientes, wurden schließlich trotzdem verhaftet und zum Tode verurteilt. Da O’Gorman Gerüchte, nach denen sie vom Jesuitenpater vergewaltigt worden sei dementierte und behauptete, sie habe ihn zur Flucht angestiftet und weil O’Gorman trotz ihrer Schwangerschaft im achten Monat hingerichtet worden ist, erregte der Fall international großes Aufsehen. Sarmiento sah in dem Fall O’Gorman zudem ein Paradebeispiel für den Verfall der Sitten unter Rosas' Herrschaft. Er soll einer der Gründe für den drei Jahre später erfolgten Sturz von Rosas gewesen sein und war später Gegenstand zahlreicher literarischer Werke und Verfilmungen.

### Textausgaben
- Paulino Lucero. Martín Sayago recibiendo en el palenque de su casa a su amigo Paulino Lucero. In: Poesía gauchesca. Biblioteca Ayacucho, Caracas 1977.